# آدیداس تیم‌گایست
آدیداس تیم‌گایست (به آلمانی: Adidas +Teamgeist تلفظ آلمانی: [ˈtiːmgaɪ̯st])‌ یک توپ فوتبال ساخت شرکت آدیداس است که به طور مشترک با شرکت مولتن توسعه یافته‌است. این رسمی توپ مسابقات جام جهانی فوتبال ۲۰۰۶ آلمان بود. علامت به علاوه در نامش برای اهداف تجاری معرفی شد، زیرا کلمه آلمانی معمول «Teamgeist»، به معنی "روح تیم"، نمی‌توانست علامت تجاری شود.

## طراحی
این توپ توسط تیم نوآوری آدیداس و شرکت مولتن طراحی شده و توسط آدیداس ساخته شده‌است که توپ‌های مورد استفاده در تمام مسابقات جام جهانی را از زمان معرفی تلستار در تمام مسابقات جام جهانی ۱۹۷۰ فراهم کرده‌است. توپ تیم‌گایست متفاوت از توپ‌های قبلی در داشتن تنها ۱۴ پنل منحنی (ساخت توپولوژیکی معادل هشت ضلعی کوتاه شده) ، به جای ۳۲ که استاندارد از سال ۱۹۷۰ بوده‌است. پنل‌های تیم‌گایست با هم پیوند خورده‌اند، به جای اینکه دوخته شوند. ادعا می‌شود که گردتر است و بدون در نظر گرفتن جایی که ضربه می‌خورد، یکنواخت‌تر عمل می‌کند و تقریباً ضد آب است و در آب و هوای مرطوب سنگین‌تر نمی‌شود.

## توپ مسابقات جام جهانی

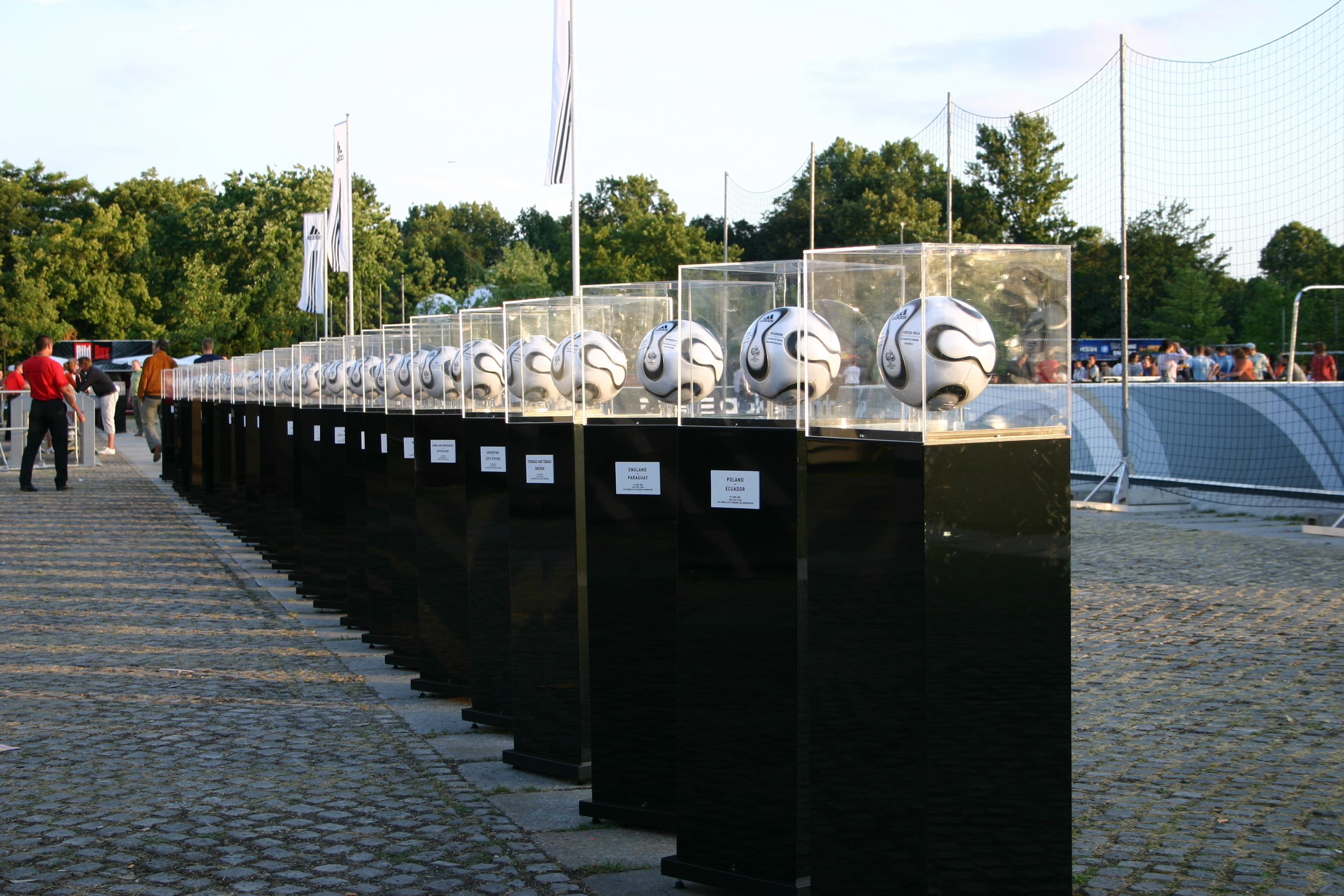
گالری تیم‌گایست در آدیداس «دنیای فوتبال»، برلین

هر یک از ۳۲ فدراسیون واجد شرایط ۴۰ توپ مسابقه را برای مقاصد تمرینی دریافت کردند. توپ‌های مسابقه برای جام جهانی فوتبال ۲۰۰۶ با نام ورزشگاه، تیم‌ها، تاریخ مسابقه و زمان شروع هر بازی، زیر یک پوشش محافظ شخصی سازی شدند. توپ مسابقه ویژه برای بازی نهایی استفاده شد – +تیم‌گایست برلین. طراحی آن شبیه همان توپ بازی‌های دیگر این جام می‌باشد، اما با رنگ طلایی و با جزئیات سیاه و سفید. هر دو فدراسیون صعود کرده (فرانسه و ایتالیا) ۲۰ نسخه از این توپ‌ها را برای مقاصد تمرینی دریافت کردند. 

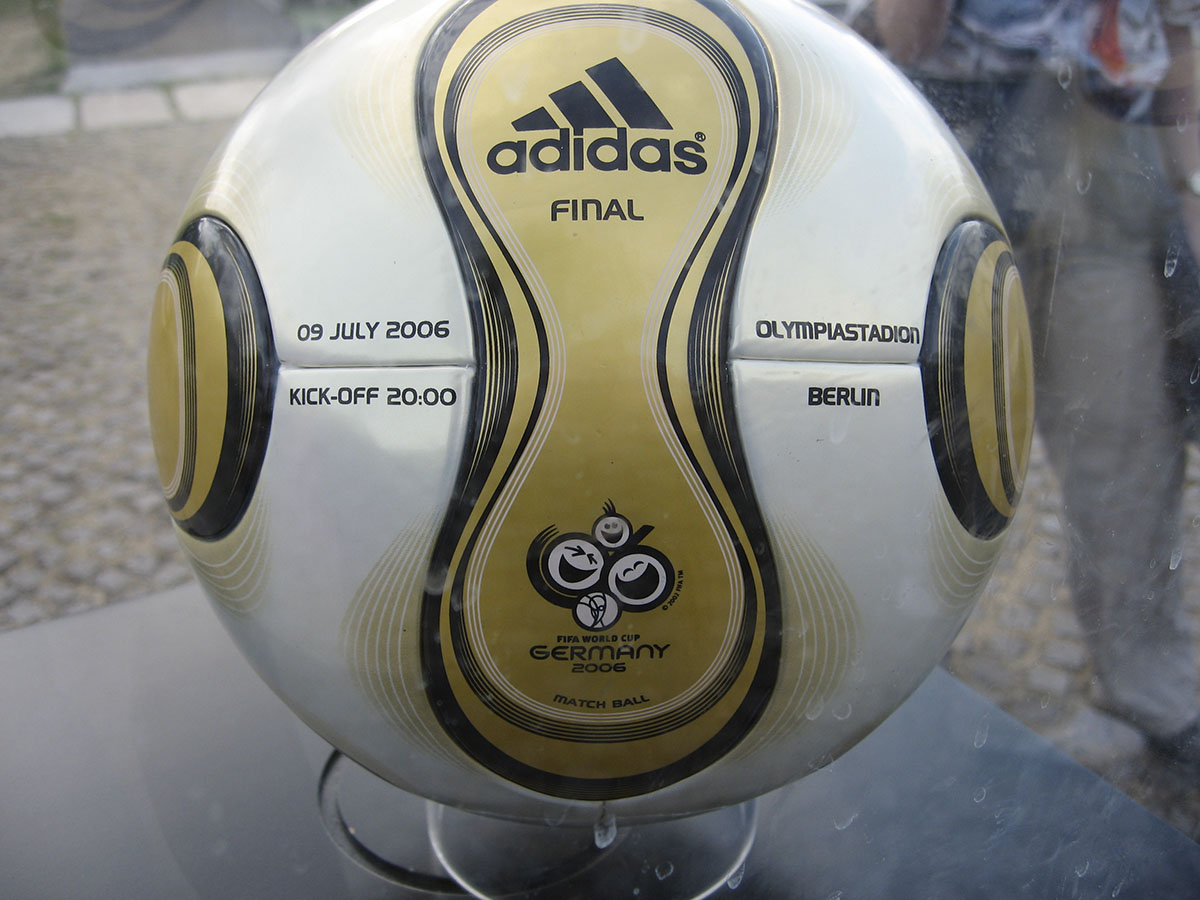
+تیم‌گایست برلین، توپ فینال جام جهانی فوتبال ۲۰۰۶

## مشخصات فنی
|             | استاندارد پذیرفتهٔ فیفا | اندازه‌های تیم‌گایست |
| ----------- | ---------------------- | ------------------ |
| محیط        | ۶۸٫۵ – ۶۹٫۵ س‌م         | ۶۹٫۰ – ۶۹٫۲۵ س‌م    |
| قطر         | ≤ ۱٫۵٪ تفاوت           | ≤ ۱٫۰٪ تفاوت       |
| جذب آب      | ≤ ۱۰٪ افزایش وزن       | ≤ ۰٫۱٪ افزایش وزن  |
| وزن         | ۴۲۰ - ۴۴۵ گ            | ۴۴۱ - ۴۴۴ گ        |
| ارتجاع‌پذیری | ≤ ۱۰ س‌م                | ≤ ۲ س‌م             |
| کم باد شدن  | ≤ ۲۰٪                  | ≤ ۱۱٪              |

## انتقادات
در حالی که بازیکن بین‌المللی سوئیسی یوهان ووگل و دیوید بکهام هر دو تحت اسپانسری آدیداس بودند و برخی دیگر از توپ جدید راضی گزارش شده بودند، این توپ پیش از جام جهانی مورد انتقاد بسیاری از بازیکنان برتر قرار گرفت. بازیکنانی مانند روبرتو کارلوس برزیلی و پل رابینسون از انگلستان از جمله منتقدان توپ جدید بودند و ادعا می‌کردند که بیش از حد سبک است و زمانی که خیس می‌شود عملکرد بسیار متفاوتی دارد. توپ دارای درزهای کمتری است که مقاومت هوا را کاهش می‌دهد و در نتیجه الگوهای پرواز را تغییر می‌دهد.